# Lutz Koch (Politiker)
Lutz Koch (* 13. Januar 1938 in Duisburg; † 4. Juni 2009) war ein deutscher Politiker der SPD.

## Ausbildung und Beruf
Lutz Koch besuchte die Volksschule und machte eine Elektrikerlehre. 1956 legte er die Gesellenprüfung ab. Er absolvierte sechs Semester an der Technischen Abendschule mit anschließender Abschlussprüfung als Elektrotechniker. Ab 1964 war er in der Datenverarbeitung (Programmierung und Systemanalyse) als Hauptgruppenleiter tätig.

## Politik
Koch war seit 1962 Mitglied der SPD. Er wurde 1960 Mitglied der Industrie-Gewerkschaft Metall.
Lutz Koch war vom 28. Mai 1975 bis zum 28. Mai 1980 direkt gewähltes Mitglied des 8. Landtages von Nordrhein-Westfalen für den Wahlkreis 079 Dinslaken.